# Bourse subtendineuse du muscle tibial antérieur
 (octobre 2023).
La bourse subtendineuse du muscle tibial antérieur (ou bourse sous-tendineuse du muscle tibial antérieur) est une bourse synoviale du membre inférieur située au niveau du pied.

## Description
La bourse subtendineuse du muscle tibial antérieur est située entre le tendon terminal du muscle tibial antérieur et la surface médiale du cunéiforme médial.